# Commonwealth realm

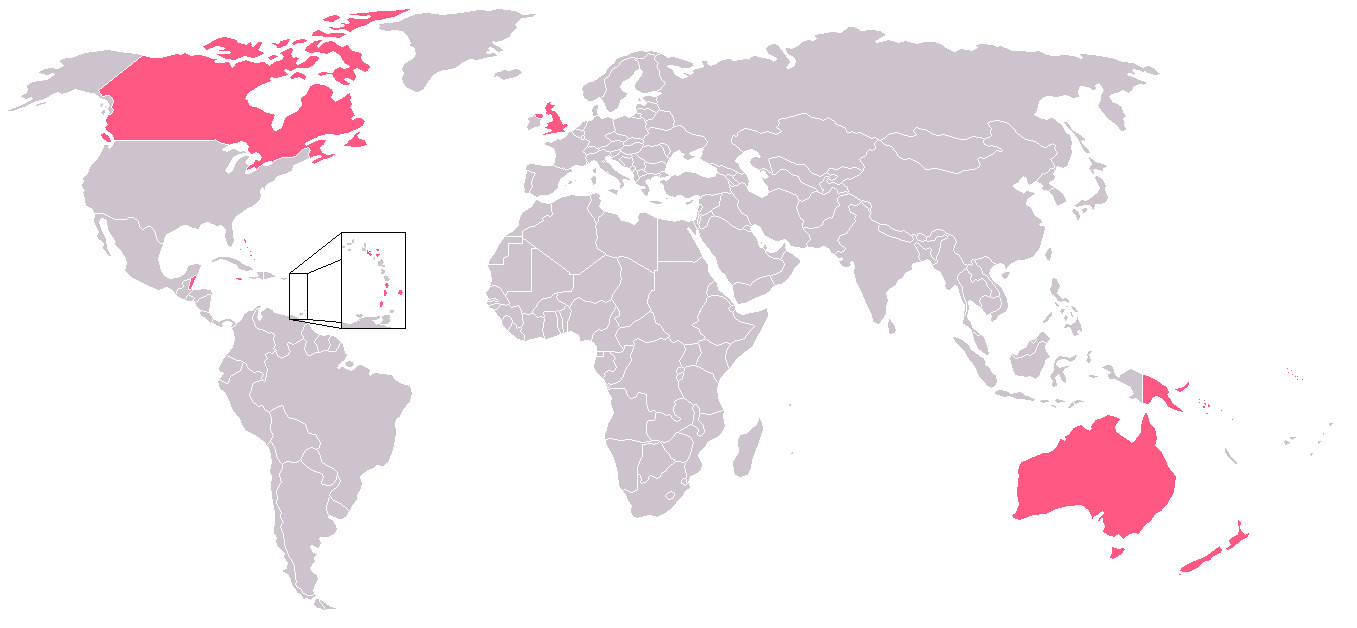
Commonwealth realms

Commonwealth realm (sg.; česky „království Společenství“ či „Společenstevní království“) je obecné označení pro 15 států, které jsou součástí britského Commonwealthu (Společenství národů) a zároveň jsou spojeny personální unií s linií následnictví britského trůnu. Současnou hlavou státu těchto konstitučních monarchií je od roku 2022 král Karel III.
Mimo Spojeného království je britský panovník respektován jako hlava státu v dalších 14 zemích: Antigua a Barbuda, Austrálie, Bahamy, Belize, Grenada, Jamajka, Kanada, Nový Zéland (spolu s Niue a Cookovými ostrovy), Papua Nová Guinea, Svatá Lucie, Svatý Kryštof a Nevis, Svatý Vincenc a Grenadiny, Šalomounovy ostrovy a Tuvalu.
Celkem v šesti státech má král vlastní standartu.

## Seznam současných členů
| Stát                      | Počet obyvatel (2021) | Rok vstupu |
| ------------------------- | --------------------- | ---------- |
| Antigua a Barbuda         | 93 219                | 1981       |
| Austrálie                 | 25 921 089            | 1901       |
| Bahamy                    | 407 906               | 1973       |
| Belize                    | 400 031               | 1981       |
| Grenada                   | 124 610               | 1974       |
| Jamajka                   | 2 827 695             | 1962       |
| Kanada                    | 38 155 012            | 1867       |
| Nový Zéland               | 5 129 727             | 1907       |
| Papua Nová Guinea         | 9 949 437             | 1975       |
| Spojené království        | 67 281 039            | 1801       |
| Svatá Lucie               | 179 651               | 1979       |
| Svatý Kryštof a Nevis     | 47 606                | 1983       |
| Svatý Vincenc a Grenadiny | 104 332               | 1979       |
| Šalomounovy ostrovy       | 707 851               | 1978       |
| Tuvalu                    | 11 204                | 1978       |